# Forță van der Waals

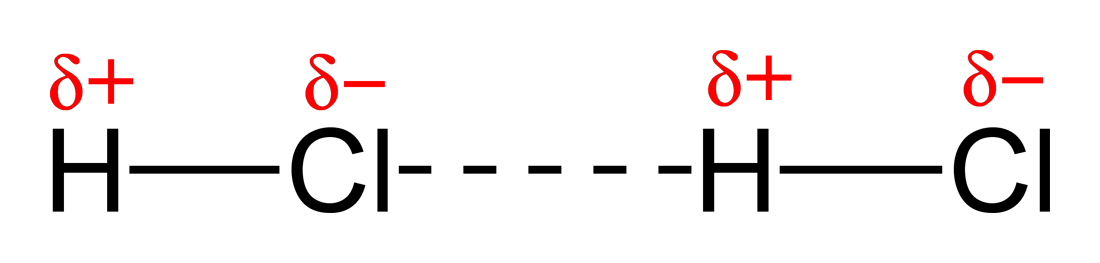
Forțele de atracției cauzate de legătura dipol-dipol dintre două molecule de acid clorhidric

Forțele van der Waals sau interacțiile van der Waals reprezintă forțele de atracție sau de respingere de putere relativ mică dintre moleculele neutre. Acestea au fost denumite după savantul olandez Johannes Diderik van der Waals. Legăturile van der Waals au o energie mai mică decât cele ale legăturilor de hidrogen, iar distanța cea mai mică corespunzătoare unei astfel de legături este de aproximativ 3,5 Å. 
Apariția acestor forțe între moleculele neutre se datorează tendinței acestora de a constitui dipoli electrici, aliniindu-se între ele și transmițând polarizarea la moleculele învecinate. Forțele van der Waals sunt prezente la gaze, la gazele lichefiate sau solidificate și aproape în toate corpurile lichide și solide.
Tipuri de forțe van der Waals
Există trei tipuri de forțe van der Waals:
- Forțe de orientare (Keesom). Acest tip de forță se manifestă între moleculele polare datorită acțiunii dipolilor permanenți. Polii de semn contrar se atrag și cei de același semn se resping. În consecință, are loc o orientare a poziției reciproce a moleculelor polare care se manifestă prin atracțiilor dipol-dipol și asocierea moleculelor. Aceste forțe depind de temperatură.
- Forțe de inducție (Debye) apar între o moleculă polară și alta nepolară, molecula polară inducându-i un dipol celeilalte, astfel apar atracțiile. Depinde de polarizabilitatea moleculei și de momentul de dipol.
-Forțe de dispersie (London) se manifestă între    molecule nepolare. Datorită vibrației nucleelor pot apărea modificări temporare ale traiectoriei electronilor, care se concretizează prin apariția unui moment de dipol temporar. Atunci induce și moleculelor vecine un dipol. Imediat după, se schimbă polaritatea sistemului, obligând rețeaua să se reorienteze.